# Gümüşhane (district)
Gümüşhane is een Turks district in de provincie Gümüşhane en telt 37.784 inwoners (2007). Het district heeft een oppervlakte van 1788,8 km². Hoofdplaats is Gümüşhane.
De bevolkingsontwikkeling van het district is weergegeven in onderstaande tabel.
| 1997   | 2000   | 2007   |
| ------ | ------ | ------ |
| 39.366 | 46.656 | 37.784 |